# سیرچا
سیرچا (به صربی: Sirča) یک منطقهٔ مسکونی در صربستان است که در کرالیفو واقع شده‌است.